# Mentzelia involucrata
Mentzelia involucrata là một loài thực vật có hoa trong họ Loasaceae. Loài này được S. Watson mô tả khoa học đầu tiên năm 1885.

## Hình ảnh

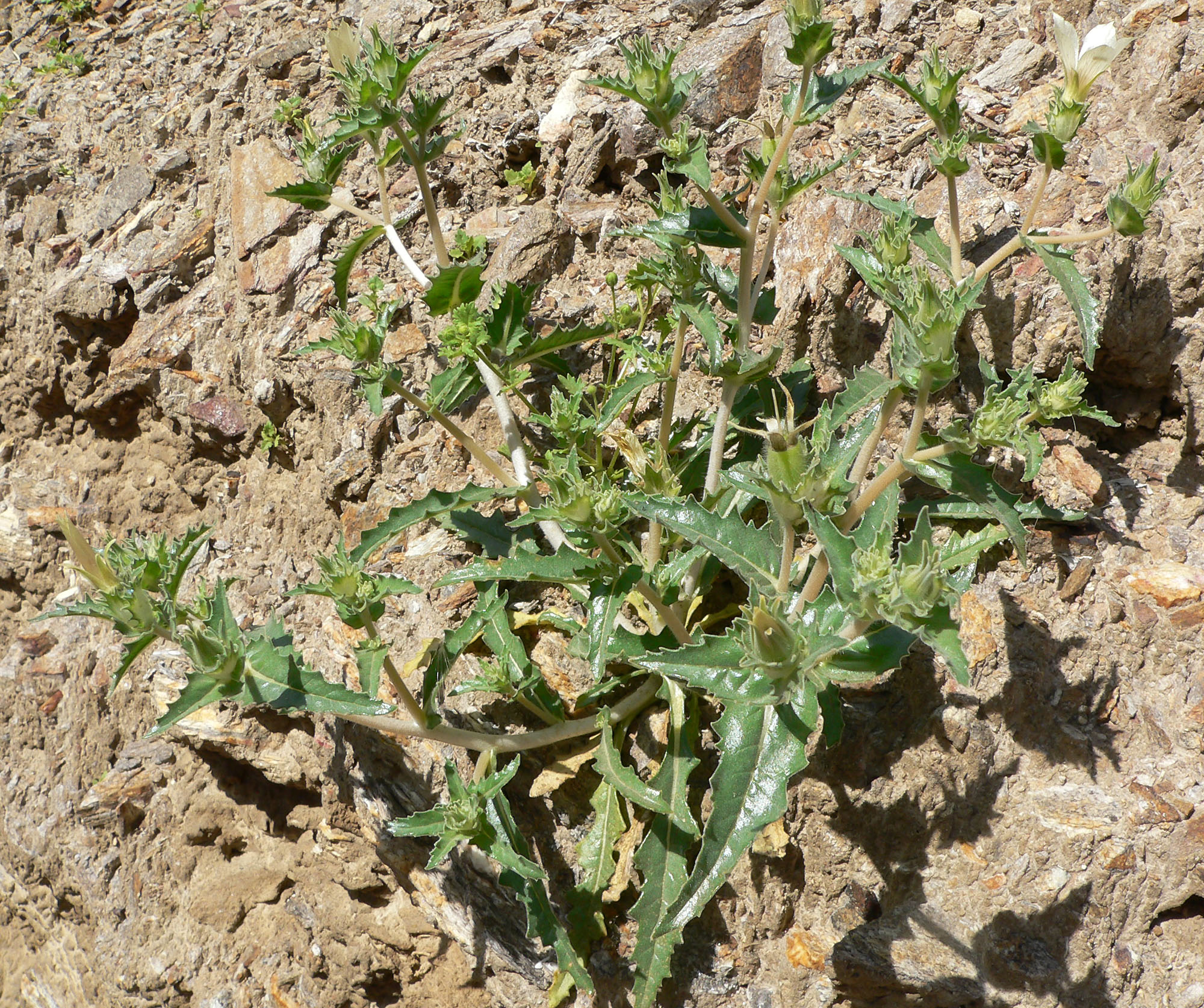
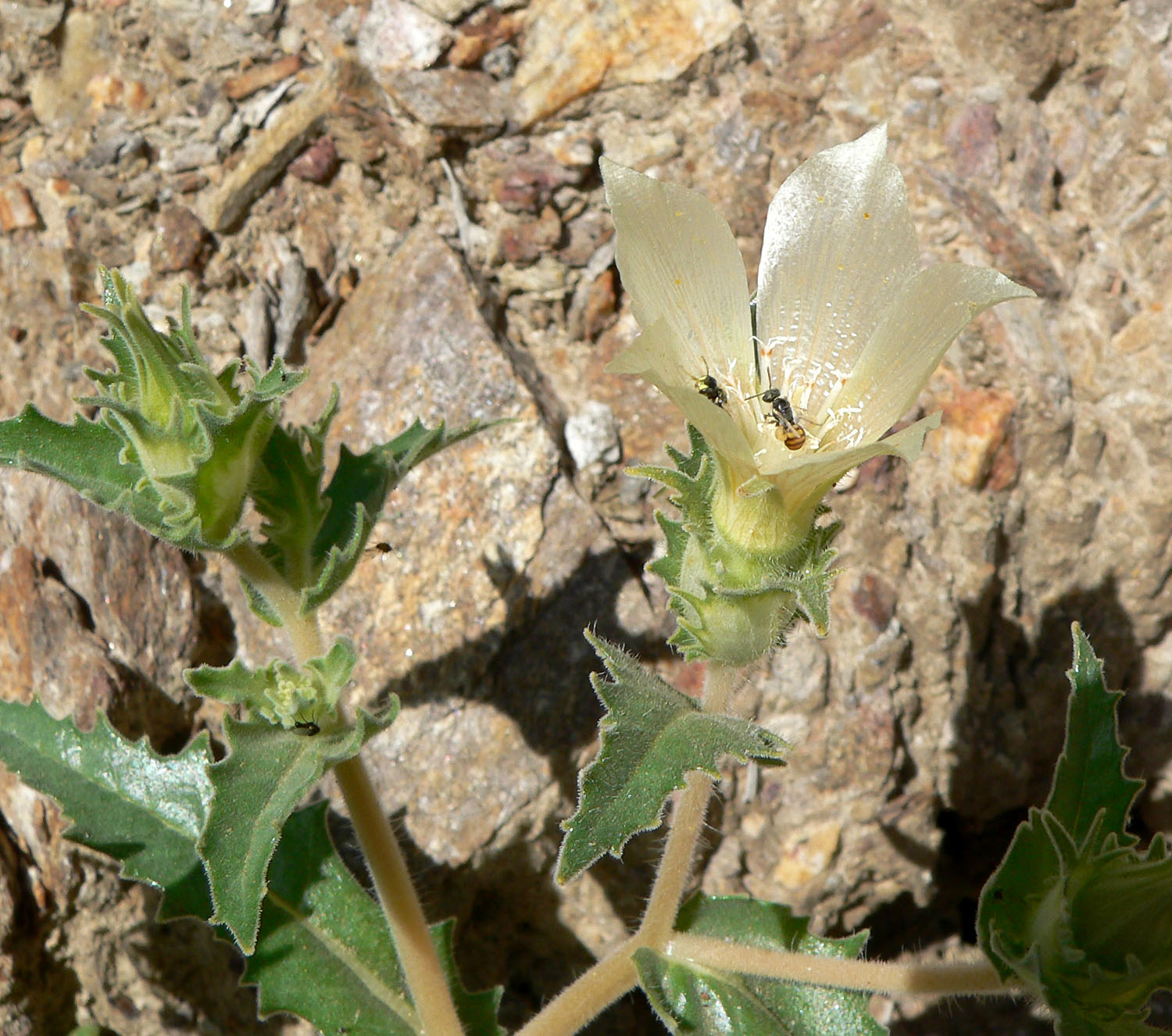
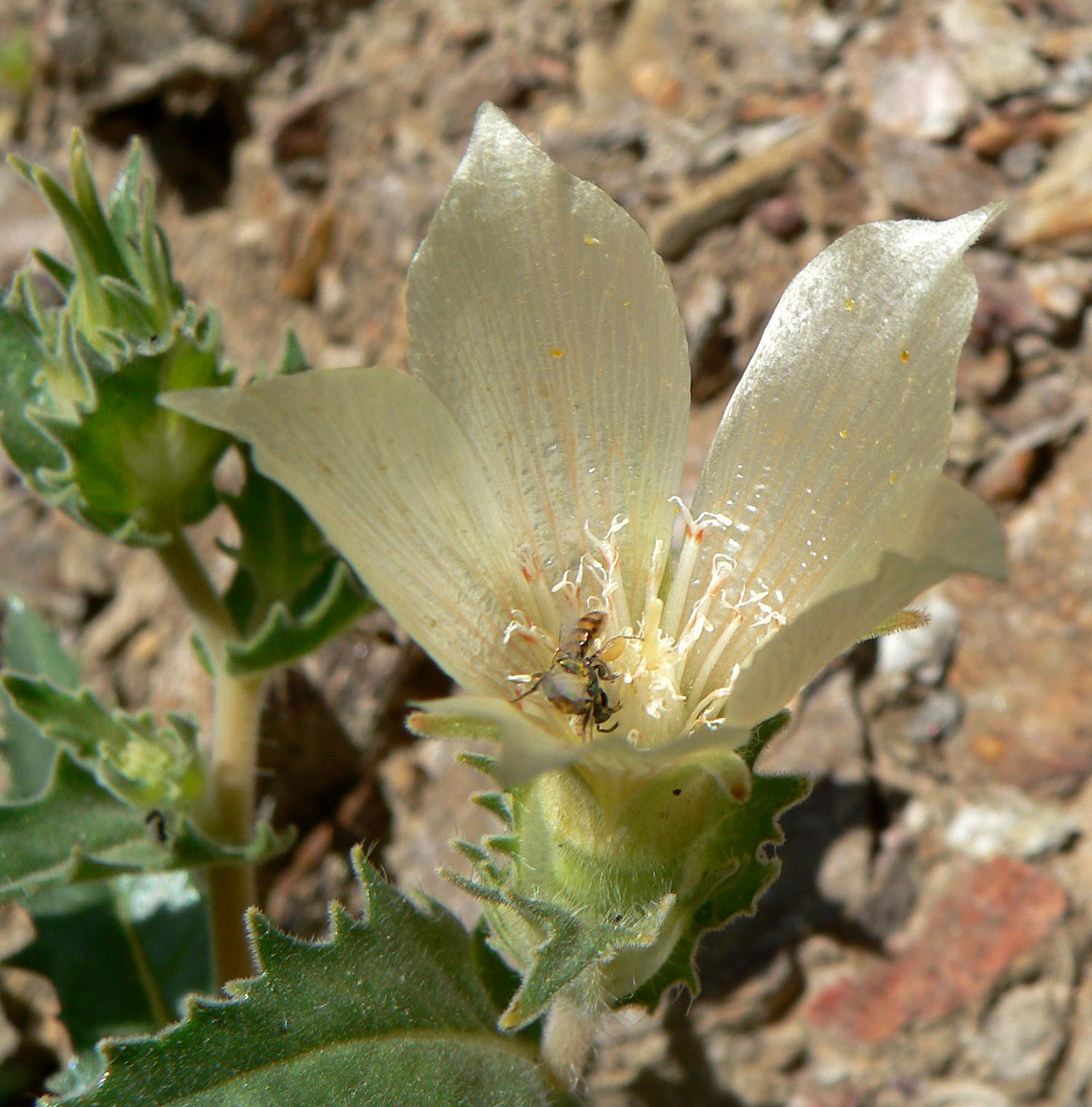